# Сан Пиетро ин Черо
Сан Пиѐтро ин Чѐро (на италиански: San Pietro in Cerro, на местен диалект San Pédar, Сан Педар) е село и община в северна Италия, провинция Пиаченца, регион Емилия-Романя. Разположено е на 44 m надморска височина. Населението на общината е 932 души (към 2010 г.).